# Musées royaux d'Art et d'Histoire de Belgique
 (mai 2025).
Les Musées royaux d'Art et d'Histoire (MRAH) sont un établissement scientifique fédéral belge dont le siège est situé dans le parc du Cinquantenaire à Bruxelles. Composés de plusieurs sites muséaux à Bruxelles, ils dépendent de la Politique scientifique fédérale belge (Belspo).

## Composition
Les Musées royaux d'Art et d'Histoire forment un ensemble de plusieurs musées :
- le musée Art et Histoire qui se trouve dans le parc du Cinquantenaire et constitue le siège de l'institution, ainsi que son site le plus important. Le musée gère le pavillon des Passions humaines, bâtiment réalisé par Victor Horta pour abriter la sculpture en haut relief de Jef Lambeaux qui se situe également dans le parc[2]. Il ouvre également occasionnellement au public son atelier des moulages en plâtre[3], réserve de moules et moulages anciens et l'un des derniers ateliers de moulage d'art en Europe[1] ;
- la porte de Hal, vestige de la seconde enceinte de Bruxelles (1381) qui abrite des collections médiévales et modernes ;
- le musée des Instruments de musique (MIM) installé dans un bâtiment Art nouveau, l'ancien magasin Old England, sur le Mont des Arts.
- les musées d'Extrême-Orient composés de la Tour japonaise, du Pavillon chinois et du musée d'Art japonais situés à Laeken. Ces sites ne sont plus ouverts au public depuis 2013, et leur restauration est espérée pour 2027[4].

## Histoire

### Premières collections royales et princières
Du début du XVe jusqu'au XVIIe siècle, les cadeaux diplomatiques, les souvenirs et autres curiosités offerts aux ducs de Bourgogne puis aux Habsbourg sont exposés dans l' « Arsenal royal », une grande salle située à proximité du palais du Coudenberg. C'est dans ce lieu aujourd'hui disparu qu'apparaissent les prémices des collections actuellement abritées aux musées royaux d'Art et d'Histoire. En 1794, une grande partie de ces objets rassemblés au cours des siècles est envoyée dans les musées impériaux de Vienne,.

### Musée royal d'armures, d'antiquités et d'ethnologie à la porte de Hal

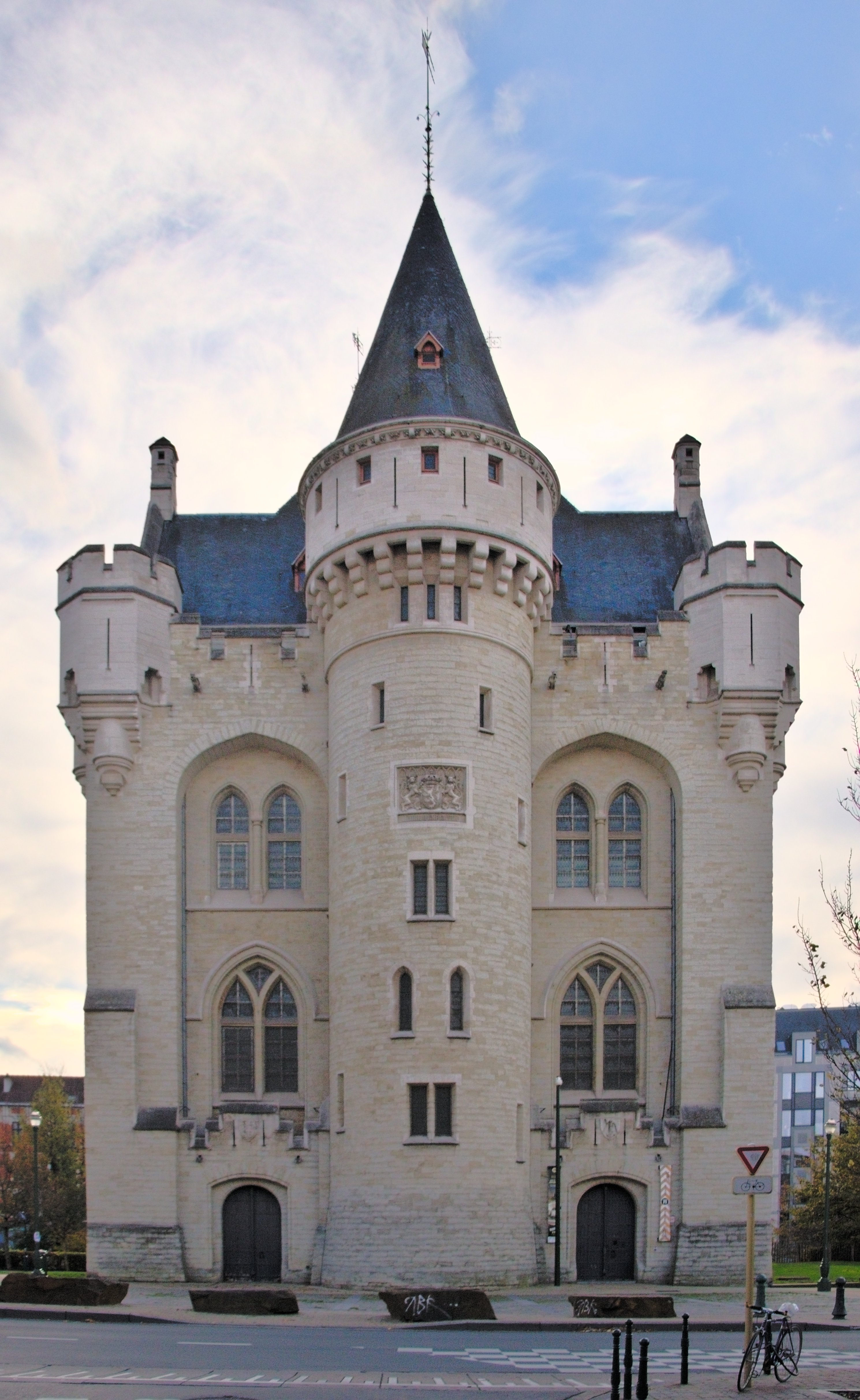
La porte de Hal abrita le musée royal d'Armures, d'Antiquités et d'Ethnologie.

En 1835, la toute jeune Belgique, soucieuse de justifier historiquement son existence en tant que nation indépendante, se dote d'un musée d'armes anciennes, d'armures, d'objets d'art et de numismatique, dirigé par le comte Amédée de Beauffort. Celui-ci installe ses collections dans le palais de l'Industrie, l'actuelle aile gauche des musées royaux des Beaux-Arts.
En 1847, l'institution déménage vers la porte de Hal, un vestige de l'ancienne enceinte qui entourait jadis Bruxelles et qui vient juste d'être restaurée par l'architecte Tieleman Franciscus Suys. Le 25 mars 1847, la porte de Hal devient officiellement le Musée royal d'armures, d'antiquités et d'ethnologie. Antoine-Guillaume-Bernard Schayes en est le premier conservateur en chef. Le bâtiment reste cependant difficile d'accès aux visiteurs, et connaît de nouveaux travaux pour lui donner sa forme définitive en 1860, suite au travail de l'architecte Hendrik Beyaert. Les collections prennent rapidement de l'ampleur, en raison notamment d'importants legs tels ceux effectués par Gustave Hagemans (1861), qui cède au musée la Dame de Bruxelles, et par Émile de Meester de Ravestein (1874).

### Déménagement au Cinquantenaire

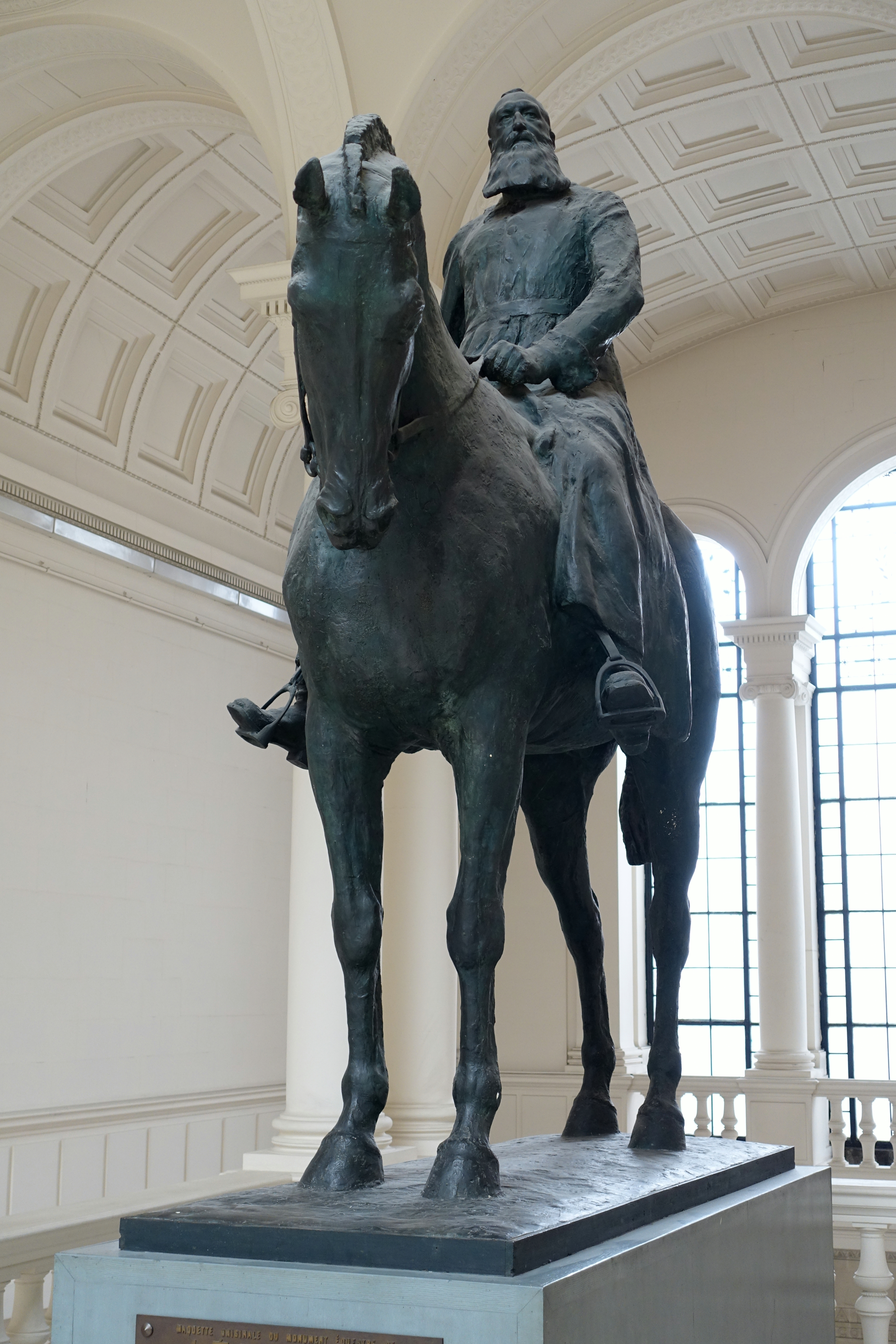
Le musée a été fondé avec le soutien du roi Léopold II.

La porte de Hal devenant trop exiguë pour y abriter le nombre d'objets en perpétuelle croissance, la décision est prise de scinder les collections. En 1889, sous la direction du nouveau conservateur en chef, Eugène Van Overloop, les objets antiques sont ainsi transférés au Palais du Cinquantenaire, bâti sous le patronage de Léopold II. Ils y sont rejoints en 1906 par les œuvres d'art ethnographiques, tandis que les armes et armures restent exposées à la porte de Hal. Le nouvel ensemble muséal du Cinquantenaire est baptisé « musées royaux des Arts décoratifs et industriels ». Une société des Amis voit le jour en 1906.
À la même époque, un atelier de fabrication de moulages en plâtre est installé sur le site du Cinquantenaire. Il dépend d'abord du Musée des Échanges, installé dans la halle Bordiau depuis 1880. Ce musée présente au public une large collection de reproductions d'œuvres antiques, médiévales et de la Renaissance flamande au public, et dispose d'une très importante collection de près de 5 000 moules permettant la reproduction dans l'atelier. En 1931, la halle Bordiau est totalement vidée de ses moulages, dont une grande partie est vendue, donnée ou détruite. Les pièces qui sont conservées sont transférées dans les réserves des MRAH, qui héritent également de la gestion de l'atelier et de la collection de moules. L'atelier est l'un des trois derniers ateliers publics de moulage en plâtre à être toujours en activité en Europe.
En 1912, les musées sont rebaptisés « musées royaux du Cinquantenaire », mais la création du musée royal de l'Armée en 1923 oblige les autorités, soucieuses d'éviter des confusions, de choisir le titre, définitif cette fois, de « musées royaux d'Art et d'Histoire ». Cette appellation devient officielle dès 1929.
C'est en 1922 qu'apparaît le service éducatif, premier service éducatif créé dans un musée européen. Il est suivi deux années plus tard par le « Magasin d'Images d'Art ». En 1925, Eugène Van Overloop cède sa place de conservateur en chef à l'égyptologue Jean Capart. Celui-ci fait des musées royaux d'Art et d'Histoire une institution scientifique de premier plan. L'entre-deux-guerres est une période faste pour le musée, qui voit s'agrandir ses collections, augmenter son budget et naître divers centres d'études (Fondation égyptologique Reine Élisabeth, Société des américanistes, Institut des hautes études chinoises,...) tandis que s'organisent plusieurs expéditions scientifiques, parmi lesquelles celle menée par Henry Lavachery à l'île de Pâques en 1935, à bord du navire-école Mercator, qui ramène au musée un moaï du 13e siècle offert par la population locale et l’État chilien.

### Musées d'Extrême-Orient

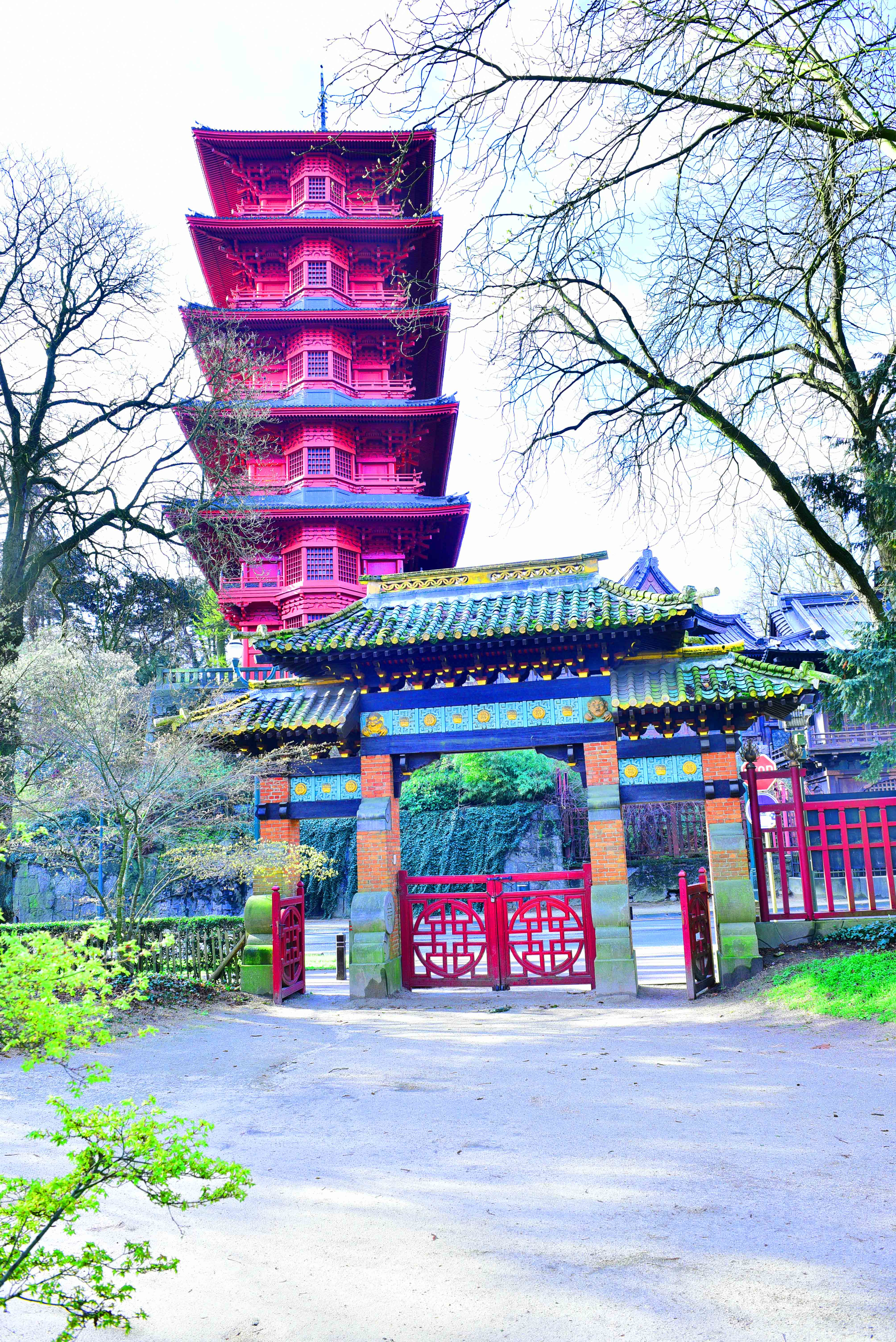
La Tour japonaise des musées d'Extrême-Orient.

Le 15 octobre 1921, la Tour japonaise et le Pavillon chinois situés à Laeken sont officiellement intégrés au Département des Arts et des Sciences, et leur gestion est confiée aux MRAH. Ces bâtiments, construits dans les années 1900 à la demande de Léopold II, forment le nouveau département d'Extrême-Orient, et ouvrent au public en 1922. Pour l’Exposition Universelle de Bruxelles de 1935, ils sont temporairement transformés en une vitrine des collections d'Extrême-Asie des Musées royaux.
Souffrant de problèmes récurrents d’étanchéité, d’entretien et de surveillance, la Tour japonaise ferme ses portes pendant plus de 40 ans, jusqu’à sa restauration partielle à l’occasion d’Europalia Japon en 1989. Le Pavillon chinois expose les legs du collectionneur Henri Verhaeghe de Naeyer au lendemain de la Seconde Guerre mondiale. Il est fermé pour restauration entre 1988 et 1995. En 2013, le Pavillon chinois est à nouveau fermé suite à de graves problèmes d’infrastructure.
Les collections des Musées d'Extrême-Orient ont été déménagées dans les réserves des MRAH, et sont partiellement exposées dans les salles asiatiques du Musée Art et Histoire. Les bâtiments de Laeken sont à l'état d'abandon depuis leur fermeture, et des projets de restauration sont espérés pour 2027.

### Les musées après la Seconde Guerre mondiale et l'incendie au Cinquantenaire
La Seconde Guerre mondiale vient mettre un terme à cette période d'expansion. Pour éviter qu'elles soient endommagées pendant le conflit, les collections doivent en effet être cachées et protégées. En 1942, Henry Lavachery succède à Jean Capart à la tête de l'institution, et prend en main la réorganisation du musée dès la fin du conflit.
Dans la nuit du 19 au 20 février 1946, un incendie se déclenche dans la toiture de la halle de l'Antiquité. Il détruit l'aile droite du musée, et anéantit une partie des collections de la section conservées dans cette portion du bâtiment. Les pompiers de la ville de Bruxelles et les militaires britanniques casernés à l'École Royale Militaire toute proche parviennent à maitriser l'incendie, mais les dégâts sont énormes. Les structures en métal vitrées s'effondrent Cinq monuments d’Égypte ancienne sont particulièrement endommagés : un grand pyramidion ramesside en granit rose, un linteau de porte à l’effigie de Sethi Ier, le sarcophage du grand intendant Youpa, un naos en granit au nom de Psammétique II, et une statue colossale en quartzite représentant le dieu faucon Khonsou, seule des cinq pièces à être encore exposée au public. Si ces pièces sont abimées par la chaleur et la chute de gravats, c'est principalement les conditions de conservation qui vont gravement altérer leur état. Trop lourdes pour être facilement déplacées, elles passent tout le reste de l'hiver 1946, à l'air libre, et subissent les dommages causés par les intempéries et le gel. Une protection sommaire en carton bitumé sera par la suite installée. Les ruines du bâtiment ne seront pas démolies avant dix ans. Les pièces lourdes ne sont pas déménagées durant les travaux, ni durant la reconstruction qui suit, subissant les chocs du chantier. Le nouveau bâtiment est inauguré le 25 novembre 1966,,,.
Le comte Charles de Borchgrave d'Altena, conservateur en chef de 1951 à 1963, puis son successeur Pierre Gilbert, dirigent de main de maître ces travaux de reconstruction. En parallèle, ils continuent à enrichir les collections du musée (citons, par exemple, l'acquisition de la suite de tapisseries de l'Histoire de Jacob) et à réorganiser celui-ci selon les règles modernes de la muséographie.

### Histoire récente et intégration du MIM

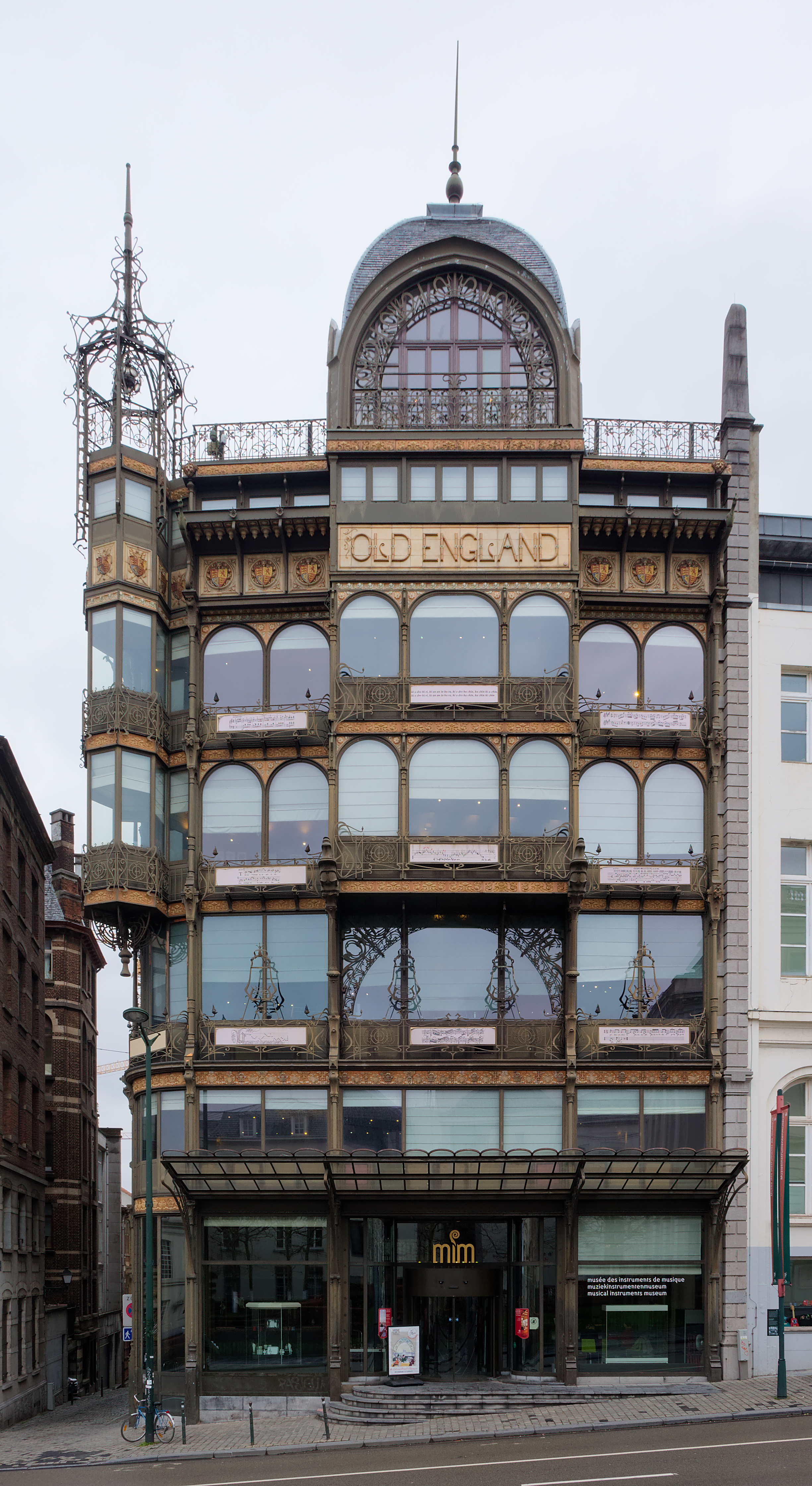
Le Old England abrite le musée des Instruments de musique (MIM).

Les conservateurs en chef qui se succéderont ensuite continueront cette politique de réorganisation et de rénovation de l'institution. Sous la direction de René de Roo, (1969-1984), de Herman De Meulenaere (1984-1987), de Francis Van Noten (1987-2000), d'Eliane De Wilde (2000) et d'Anne Cahen-Delhaye (2000-2010), de nombreuses salles sont restaurées, parmi lesquelles la Salle aux Trésors, abritant les chefs-d'œuvre de l'art mosan, ainsi que les salles consacrées aux arts décoratifs gothique, renaissant et baroque, la salle d'Arts du monde islamique, les instruments de précision et la salle consacrée aux Mérovingiens.
En 1987, la collection des armes et armures médiévales et modernes quitte la porte de Hal pour être exposée au Musée royal de l'Armée, voisin du site du Cinquantenaire. Une réserve et une salle d'exposition y sont aménagées pour préserver et exposer les pièces, dont beaucoup proviennent encore de l'Arsenal du Coudenberg.
Le 11 janvier 1992, un arrêté royal instaure le Musée des Instruments de Musique (MIM) comme 4e département des Musées royaux d'Art et d'Histoire. À l'origine, la collection d'instruments de musique anciens et modernes était exposée dans le Musée instrumental créé en 1877 et rattaché au Conservatoire royal de musique de Bruxelles. Dans les années 1990-2000, le MIM emménage dans le bâtiment du Old England, fraichement rénové. À partir de 2009, la direction du MIM est reprise par celle des Musées Royaux d'Art et d'Histoire (MRAH), pour apaiser les tensions entre l'institution et sa maison-mère.
Dès la fin de l'année 2010, le poste de directeur ad interim des MRAH est occupé par Michel Draguet, également directeur des musées royaux des Beaux-Arts de Belgique. Il envisage de renforcer les synergies entre les deux institutions qu'il dirige et l'Institut royal du patrimoine artistique, afin de créer un véritable pôle "arts" au sein de la Politique scientifique fédérale belge. Michel Draguet démissionne cependant de son poste de directeur ad interim en février 2014, à la suite de la décision du ministre socialiste Philippe Courard, secrétaire d'état chargé de la Politique scientifique, de ne pas donner de suite à ce projet de fusion. Le 1er mars 2014, Michel Draguet est remplacé à la tête des musées royaux d'Art et d'Histoire par Eric Gubel, docteur en archéologie de la Vrije Universiteit Brussel et qui était jusque-là chef du département Antiquité au Cinquantenaire.
En juillet 2015, la secrétaire d'État chargée de la Politique scientifique Elke Sleurs décide de remplacer Eric Gubel par l'archéologue Alexandra De Poorter au poste de directeur général ad interim. Cette dernière, qui entre en fonction le 1er août 2015, doit faire face à des restrictions budgétaires liées à la politique d'austérité décidée par le gouvernement fédéral. Elle entame une réforme de la structure interne de l'institution et décide de mettre l'accent sur les expositions temporaires basées sur les collections propres de l'institution. En 2021, elle est remplacée dans ses fonctions par Bruno Verbergt.
En 2023, après 13 ans de direction ad interim, le gouvernement nomme Géraldine David directrice générale des MRAH.

## Directions du musée
Les conservateurs en chef du musée furent successivement
1. Comte Amédée de Beauffort.
2. Antoine-Guillaume-Bernard Schayes (1847-1859).
3. Théodore Juste (1859-1880)
4. Baron Prosper de Haulleville (1880-1897)
5. Eugène Van Overloop (1898-1925)
6. Jean Capart (1925-1942)
7. Henri Lavachery (1942-1951)
8. Charles de Borchgrave d’Altena (1951-1963)
9. Pierre Gilbert (1963-1969)
10. René de Roo (1969-1984)
11. Herman De Meulenaere (1984-1987)
12. Francis Van Noten (1987-2000)
13. Eliane De Wilde (2000)
14. Anne Cahen-Delhaye (2000-2010)
15. Michel Draguet (ad interim; 2010-2014)
16. Eric Gubel (2014-2015)
17. Alexandra De Poorter (ad interim; 2015-2021)
18. Bruno Verbergt (ad interim ; 2021-2024)
19. Géraldine David (2024- )

## Accès
| ___ | Ce site est desservi par la station de métro : Merode. |

La station Merode est située à proximité du parc du Cinquantenaire.